# 香港警察隊員佐級協會
香港警察隊員佐級協會（俗稱為拳頭會；英文：Junior Police Officers' Association）於1977年10月27日成立，為香港警務處4個協會之一，其宗旨為「伸張正義 / Justice」。現任主席為林志偉。至2019年，協會有逾2萬名會員，全為現職員佐級警務人員。在1977年發生的警廉衝突，是香港警察隊員佐級協會成立的原因之一。

## 歷史
2007年適逢香港警察隊員佐級協會成立30週年以及香港主權移交十週年，為了使到香港公務員更切實地了解中國大陸的經濟及社會情況，在中央人民政府駐香港特別行政區聯絡辦公室和國務院港澳事務辦公室的組織下，安排了香港警察隊員佐級協會考察團於同年5月23日展開在甘肅省近一周的考察，包括了解交警支隊指揮中心、派出所及女子監獄等，及與工作人員交流。此外，亦到訪了劉家峽水電站、酒鋼公司、甘肅省博物館、蘭州水車博覽園、嘉峪關及敦煌等。
2009年，香港警察隊員佐級協會內部醞釀普選主席意見，於同年6月召開特別會員大會，以商討該意見。
2012年5月31日，香港警察員佐級協會第20屆職員就職典禮於警察體育遊樂會室內運動場舉行，由當時的候任香港行政長官梁振英、當然會長及警務處長曾偉雄、創會會長譚惠珠、義務會務法律顧問傅德楨律師和侯焯汶大律師見證下，陳祖光接任黃程成為新一屆主席。任內的政策主要為繼續爭取實行全面性的五天工作制度、期望當局儘快進行下一次的職系架構檢討，認真研究實行「彈性自願」退休年齡的可行性，及爭取任何殉職人員獲得永久安葬於浩園內。
2018年5月4日，協會第一副主席林志偉接任陳祖光成為新主席，任內目標包括爭取就侮辱公職人員罪立法、為前線警員爭取五天工作、減少警員的工時和長俸制人員可自願工作至60歲才退休。2019年11月，警察隊員佐級協會成功爭取可協助警員子女到大灣區升學。

## 爭議
2014年7月，陳祖光為主席的警察員佐級協會發表聲明指責7月1日上街遊行的市民「尋釁滋事」，不少團體對警方相關組織使用大陸常用於打壓異見人士的措詞來形容示威者，均表達驚訝及不安。
在雨傘革命期間，警察員佐級協會屢發表支持警方的聲明，並支持警方執法。
2015年香港區議會選舉，11月警隊人事部較早前首次發出內部通告，促請已登記為選民的警務人員行使投票權。並於2016年香港立法會選舉再次發出內部通告，呼籲積極投票。

### 警察遊樂場集會抗議七警案判決
2017年2月22日，警察四個協會，包括員佐級協會及警務督察協會等，稱於太子警察遊樂會舉行特別會員大會，表達對七警案判決的不滿。警察員佐級協會主席陳祖光表示，大會有3.3萬人出席，遠超預期，該會會協助七名警員循司法制度洗脫罪名，集會者又為七名警員默哀70秒。陳祖光發言時指，今晚的集會有「半個警隊」出席，創造了歷史時刻。陳祖光發言稱現時警員執勤，不時遭到無理言語、行為挑釁，警員要啞忍是不合理，忍無可忍作出一些行動，卻被指違規甚至違法。陳祖光表示，不能容忍挑釁者逍遙法外，認為有必要取回警隊的尊嚴，透露協會將致信特首梁振英，要求立法保障公職人員不受侮辱。
集會期間，有警員在發言時稱警察執勤時常受侮辱，情形有如二戰中被納粹德軍迫害的猶太人。此番反猶太主義言論隨即引發爭議，以色列駐香港總領事館、德國駐香港總領事館先後批評相關言論不恰當，香港警務處警察公共關係科亦強調相關言論不代表警方立場，警方不認同有關的不恰當言論。

### 批評張建宗就元朗襲擊事件道歉
在2019年7月21日元朗襲擊事件發生後，政務司長張建宗就警方處理元朗襲擊事件與市民期望有落差向公眾道歉。警察隊員佐級協會主席林志偉發信批評張建宗為警隊公開道歉，指張建宗在不了解事件和警隊運作情況下，妄然向公眾指出警方執法錯誤。公開信亦指出如果張建宗沒有能力，應該退位讓賢。林志偉的言論被質疑違反警隊政治中立的原則和警務人員不可直接致函予行政長官、政務司司長、政府總部局長級官員或部門首長的規則。

### 公開稱呼反修例示威者為曱甴論
2019年8月3日，警員佐級協會会长林志伟在公開聲明中稱呼暴徒為蟑螂，與盧安達大屠殺中胡圖族稱呼圖西族的稱呼相同，是非人化的罪行。後來警察又多次被揭發在街頭使用蟑螂称呼市民。

### 申請司法覆核禁止公開選民名冊
香港警察員佐級協會於2019年10月15日向高等法院申請司法覆核，指公開選民個人資料是侵犯個人私隱，故要求法庭頒布禁制令，禁止公開選民個人資料和禁止披露選民登記冊的資料。石永泰律師質疑禁制令會影響傳媒的監察權和影響選舉公正。

## 相關參見
- 警廉衝突
- 香港警務督察協會
- 海外督察協會
- 警司協會
- 皇家香港警察協會
- 香港警務處退役同僚協會